# Vito Acconci

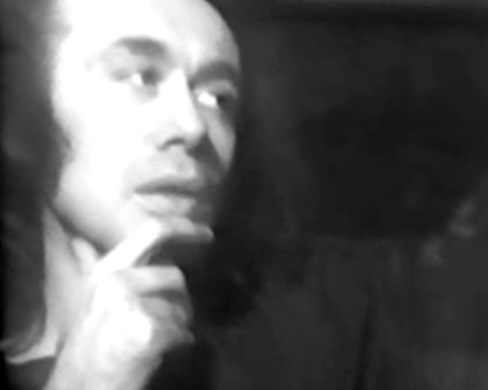
Vito Acconci (1973)

Vito Hannibal Acconci (* 24. Januar 1940 in Bronx, New York City, New York; † 27. April 2017 in Manhattan) war ein US-amerikanischer Architekt, Landschaftsarchitekt und Installationskünstler. Er lebte im New Yorker Stadtteil Bronx.

## Leben
Vito Acconcis Vater, ein italienischer Einwanderer, forcierte seine Auseinandersetzung mit den Künsten, indem er ihn in Museen und Opernhäuser mitnahm. Acconci studierte bis 1962 Literatur am College of the Holy Cross in Worcester, Massachusetts und schloss 1964 den Iowa Writing Workshop an der University of Iowa mit dem M.F.A. in Literatur und Poesie ab. Anfangs schrieb Acconci Poesie und gab 1967 bis 1969 gemeinsam mit der Dichterin Bernadette Mayer das mimeographierte Magazin 0 TO 9 heraus. In dem Magazin erschienen auch Zeichnungen von Bernadettes Schwester, der bildenden Künstlerin Rosemary Mayer, mit der Acconci zu Beginn der 1960er Jahre kurzzeitig verheiratet war.
In den frühen 1970ern entwickelte sich seine künstlerische Praxis in Richtung Performance und Videokunst. Ab Mitte der 1970er Jahre erweiterte Acconci seine Praktiken um den Bereich der audiovisuellen Installation und der Rauminstallation. Seine bekannteste Performance aus dieser Zeit ist Seedbed (Januar 1972). Acconci legte sich unter einen in die Sonnabend Gallery eingezogenen Holzboden und masturbierte, während er über Lautsprecher den Besuchern der Galerie, die sich über ihm auf dem Holzboden befanden, seine Gedanken und Fantasien mitteilte.
Acconci war Teilnehmer an den Kunstausstellungen in Kassel: documenta 5 (1972), documenta 6 (1977) und documenta 7 (1982). In den 1980ern und 1990ern wandte sich Acconci dem öffentlichen Raum als Ort künstlerischer Interventionen zu und schuf zahlreiche Arbeiten, die sich dem Feld der Medienkunst zurechnen lassen.
Acconci hat an zahlreichen Institutionen gelehrt, darunter am Nova Scotia College of Art and Design, Halifax; dem California Institute of the Arts, Valencia; der Cooper Union; der School of the Art Institute of Chicago; der Yale University und der Parsons School of Design.
Acconci lebte und arbeitete in New York City. 2013 wurde er zum Mitglied (N.A.) der National Academy gewählt. Er starb am 27. April 2017 im Alter von 77 Jahren.

## Arbeiten (Auswahl)
- Following Piece (1969), New York.
- Seedbed (1972), New York.

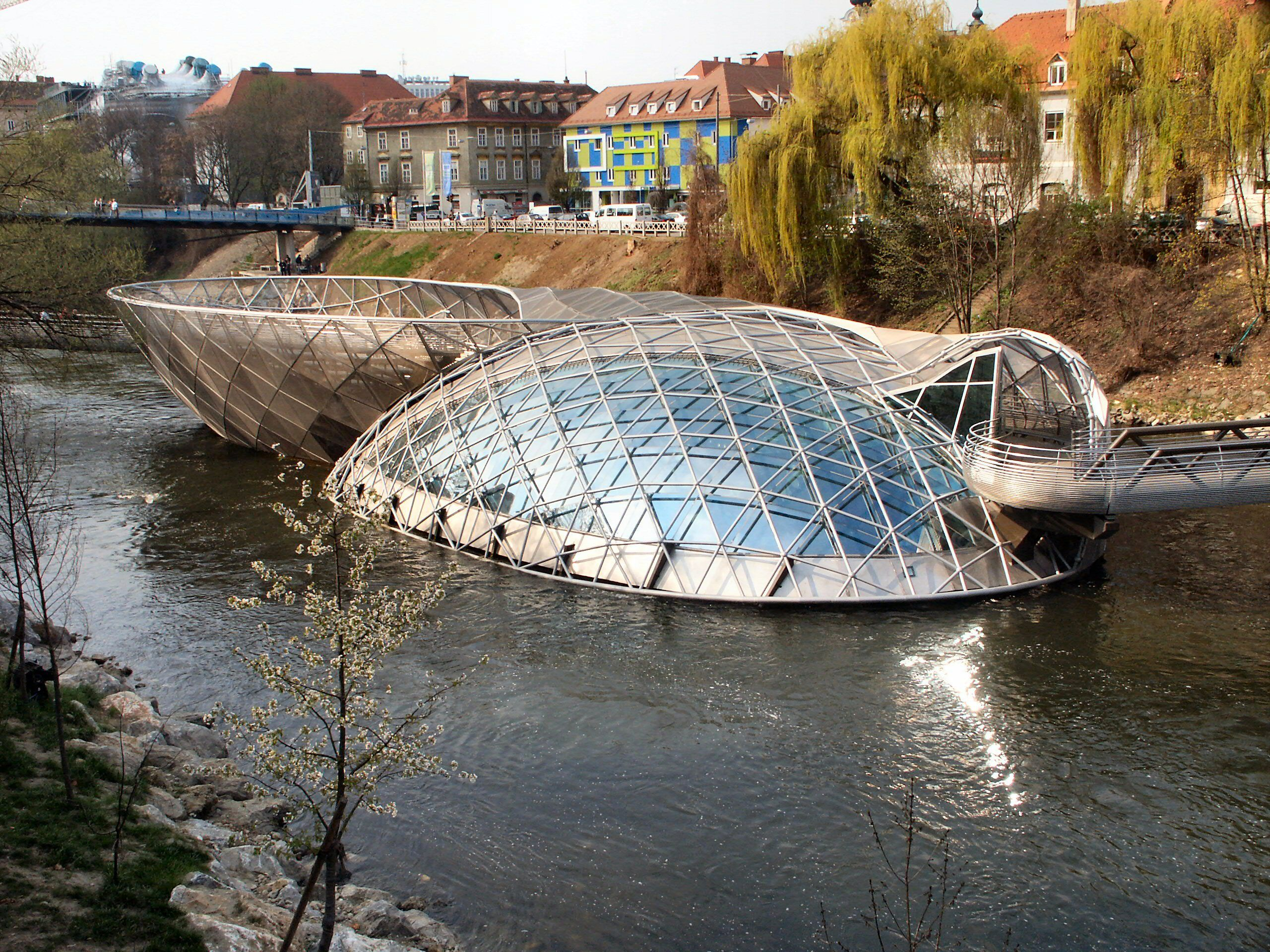
Grazer Murinsel

- Courtyard in the Wind (2000), München.
- Murinsel (2003), Graz.

## Ausstellungen
- Vienna For Art's Sake! Contemporary Art Show, created by Peter Noever; 161 Künstler, Architekten, Designer, 13 Einzelausstellungen / ortsspezifische Interventionen: Vito + Maria Elena Acconci, Zaha hadid, Magdalena Jetelová, Michael Kienzer, Hans Kupelwieser, Hermann Nitsch, Eva Schlegel, Kiki Smith, the next ENTERprise, Iv Toshain, Atelier Van Lieshout, Koen Vanmechelen, Manfred Wakolbinger; Winterpalais/Belvedere Wien; Ausgangspunkt: Imago Mundi/Luciano Benetton Collection, Archive Austria, curated by Peter Noever, Wien, 2015[6]
- Vito Acconci. The City Inside Us, Kurator Peter Noever/MAK, Wien, 1993